# Escorxador municipal de Vidreres
L'Escorxador municipal de Vidreres és una obra del municipi de Vidreres (Selva) inclosa en l'Inventari del Patrimoni Arquitectònic de Catalunya.

## Descripció
Es tracta d'un edifici d'una planta de forma rectangular amb façana desenvolupada i avançada en el seu cos central. La construcció està aïllada de les altres cases del carrer per un pati cercat.
La porta d'accés original conté un arc de mig punt d'obra i gelosies amb ornamentació entrellaçada feta de motllo d'obra. Una línia d'impostes de dit arc talla i ressegueix la façana en dues parts. Als marcs de la façana existeixen motllures verticals que delimiten les seves diferents parts.
La part posterior és de factura més senzilla, d'obra i coberta d'uralita.

## Història
És un edifici construït durant els anys 1895 - 1900 i reformat durant la dècada de 1980.
Actualment s'usa de magatzem municipal, juntament amb el pati del recinte de l'edifici, on hi ha aparcats vehicles de l'Ajuntament.